# Кошчежински окръг
Кошчежински окръг (на полски: Powiat kościerski; на кашубски: Kòscérsczi kréz) е окръг в северна Полша, Поморско войводство.
Заема площ от 1165,67 км2.
Административен център е град Кошчежина.

## География
Окръгът се намира в историческия регион Померелия (Гданска Померания). Западната му част принадлежи към етнографската област Кашубия а източната към етнографската област Кочевия. Разположен е в централната част на войводството.

## Население
Населението на окръга възлиза на 70 742 души (2012 г.). Гъстотата е 61 души/км2.

## Административно деление
Административно окръгът е разделен на 8 общини.
Градска община:
- Кошчежина

Селски общини:
- Община Джемяни
- Община Каршин
- Община Кошчежина
- Община Линево
- Община Липуш
- Община Нова Карчма
- Община Стара Кишева

## Фотогалерия
- Кошчежина
- Джемяни
- Каршин
- Липуш
- Стара Кишева